# Debora Patta
Debora Patta (13 de julio de 1964) es una periodista y activista de Sudáfrica. Conocida por su estilo de periodismo directo y duro, de 2001 a 2013, fue la productora y presentadora de 3rd Degree, un programa informativo líder de la televisión del país, de la cadena e.tv, y donde entrevistó a, entre otros, Julius Malema, Eugene Terre'Blanche, Jacob Zuma y Thabo Mbeki.

## Biografía
Nacida en Rodesia del Sur (ahora Zimbabue), de una familia de origen italiana, de Praia a Mare, tras licenciarse de la University of Cape Town, trabajó para la BBC y distintos medios de comunicación. 
Nelson Mandela fue unos de los invitados a su boda en 1996.

## Premios
- 1992: South African Checkers Journalist of the Year (Periodista de investigación del año)
- 2004: Vodacom Journalist of the Year Gauteng Region (Periodista del año)
- 2004: MTN 10 Most Remarkable Women in Media (Las 10 mujeres más destacadas de los medios de comunicación)
- 2007: Simonsvlei Journalist Achiever of the Year[7] (Periodista del año)
- 2009: Vodacom Women in the Media[8]
- 2010: CEO Magazine South Africa's Most Influential Women in Business and Government[9] (Las mujeres más influenciales del año)
- 2010: Tricolor Globe Award de la Italian Women in the World Association[10][11] (Italianas en el mundo)

## Publicaciones
- Anne Maggs y Debora Patta; Baby Micaela: the inside story of South Africa's most famous abduction case; Zebra Press, (1996); ISBN 9781868700493
- Rory Steyn y Debora Patta; One step behind Mandela: the story of Rory Steyn, Nelson Mandela's chief bodyguard; Zebra Press, (2000); ISBN 9781868722693